# 吉王山修
吉王山 修（よしおうやま おさむ、1949年5月20日 - ）は、熊本県八代市迎町出身で三保ヶ関部屋に所属した元大相撲力士。本名は吉村 修（よしむら おさむ）。現役時代の体格は185cm、131kg。最高位は東前頭2枚目（1972年3月場所）。得意手は右四つ、寄り、上手投げ。

## 来歴・人物
幼少の頃から体が大きく、小学校3年生の時、三保ヶ関親方（元大関・増位山（先代））に見初められた。以来、近所の人達から「将来は相撲取りに」と大相撲入りを勧められ、地元の中学校を卒業後三保ヶ関部屋へ入門。1965年3月場所で初土俵を踏んだ。同期の初土俵には、後の大関・大受らがいる。
序ノ口当初から「吉王山」を名乗り、以後、引退まで一度も改名する事は無かった。
恵まれた体躯と寄りを武器に順調に出世し、1968年11月、19歳で十両に昇進。十両は、1場所負け越しただけで6場所で通過し、1969年11月場所で新入幕を果たした。
入幕後1年半ほどは、脇の甘さや気の弱さが原因で持ち前の大きな体を生かした相撲がなかなかできず、2場所幕内を務めた後一時幕下まで陥落するなど低迷した。
しかし、1971年7月場所にて13勝2敗と大勝ちして十両優勝を果たすと、以後暫く勝ち越しを続ける事となる。
1972年1月場所では関脇・貴ノ花や小結・高見山らを破り、11日目には優勝争いの単独首位に立つなど、10勝5敗と幕内で自身唯一の2桁勝利を記録した。翌3月場所では自己最高位となる東前頭2枚目に進み、6勝9敗と負け越したものの2日目に大関・琴櫻を送り出しで破り、「銀星」を挙げている。
同部屋の横綱・北の湖の土俵入りで、露払いを務めた事もある（1974年9月場所）。1973年以降は幕内中位から十両で頑張ったが、糖尿病に罹った事もあり振るわなかった。そして、西十両12枚目の地位で3勝12敗と大敗し幕下陥落が確定した1976年1月場所を最後に、26歳という若さで引退した。
引退後は年寄・小野川を襲名し、三保ヶ関部屋付きの親方として後輩達を指導していたが、1977年1月場所限りで廃業。
角界を去ってからは、名古屋市内でスナックや相撲料理の店を営むなどしたという。

## 主な成績・記録
- 通算成績：403勝396敗 勝率.504
- 幕内成績：99勝141敗 勝率.413
- 通算在位：65場所
- 幕内在位：16場所
- 連続出場：799回（1965年5月場所-1976年1月場所）
- 各段優勝
  - 十両優勝：1回（1971年7月場所）
  - 三段目優勝：1回（1966年11月場所）

### 場所別成績
| | 一月場所 初場所（東京）  | 三月場所 春場所（大阪） | 五月場所 夏場所（東京） | 七月場所 名古屋場所（愛知） | 九月場所 秋場所（東京） | 十一月場所 九州場所（福岡） |
| --- | ------------------------ | ----------------------- | ----------------------- | --------------------------- | ----------------------- | --------------------------- |
| 1965年 （昭和40年） | x                        | （前相撲）              | 西序ノ口15枚目 5–2      | 西序二段86枚目 5–2          | 東序二段44枚目 3–4      | 西序二段63枚目 3–4          |
| 1966年 （昭和41年） | 東序二段79枚目 7–0       | 西三段目68枚目 3–4      | 西三段目76枚目 4–3      | 東三段目49枚目 4–3          | 東三段目25枚目 3–4      | 西三段目38枚目 優勝 7–0     |
| 1967年 （昭和42年） | 西幕下47枚目 3–4         | 東幕下52枚目 1–6        | 西三段目40枚目 5–2      | 東三段目9枚目 5–2           | 西幕下48枚目 4–3        | 東幕下41枚目 5–2            |
| 1968年 （昭和43年） | 西幕下24枚目 4–3         | 西幕下19枚目 5–2        | 東幕下10枚目 2–5        | 東幕下18枚目 6–1            | 東幕下5枚目 5–2         | 西十両13枚目 8–7            |
| 1969年 （昭和44年） | 西十両10枚目 11–4        | 西十両2枚目 5–10        | 西十両9枚目 8–7         | 西十両6枚目 8–7             | 東十両3枚目 10–5        | 西前頭12枚目 6–9            |
| 1970年 （昭和45年） | 西十両2枚目 6–9          | 東十両5枚目 8–7         | 東十両3枚目 8–7         | 東十両2枚目 11–4            | 西前頭10枚目 3–12       | 西十両5枚目 7–8             |
| 1971年 （昭和46年） | 東十両7枚目 8–7          | 東十両6枚目 4–11        | 東幕下筆頭 5–2          | 東十両11枚目 優勝 13–2      | 東十両筆頭 8–7          | 西前頭12枚目 8–7            |
| 1972年 （昭和47年） | 西前頭8枚目 10–5         | 東前頭2枚目 6–9         | 東前頭5枚目 5–10        | 西前頭9枚目 7–8             | 西前頭11枚目 8–7        | 西前頭9枚目 1–14            |
| 1973年 （昭和48年） | 西十両5枚目 8–7          | 東十両3枚目 7–8         | 東十両4枚目 8–7         | 東十両3枚目 10–5            | 西前頭12枚目 8–7        | 東前頭9枚目 8–7             |
| 1974年 （昭和49年） | 東前頭8枚目 6–9          | 西前頭11枚目 8–7        | 東前頭9枚目 8–7         | 西前頭6枚目 5–10            | 西前頭11枚目 2–13       | 西十両7枚目 8–7             |
| 1975年 （昭和50年） | 東十両4枚目 7–8          | 西十両5枚目 7–8         | 東十両7枚目 7–8         | 東十両9枚目 8–7             | 西十両8枚目 8–7         | 西十両7枚目 6–9             |
| 1976年 （昭和51年） | 西十両12枚目 引退 3–12–0 | x                       | x                       | x                           | x                       | x                           |
| 各欄の数字は、「勝ち-負け-休場」を示す。 優勝 引退 休場 十両 幕下 三賞：敢=敢闘賞、殊=殊勲賞、技=技能賞 その他：★=金星 番付階級：幕内 - 十両 - 幕下 - 三段目 - 序二段 - 序ノ口 幕内序列：横綱 - 大関 - 関脇 - 小結 - 前頭（「#数字」は各位内の序列） |                          |                         |                         |                             |                         |                             |

### 幕内対戦成績
| 力士名   | 勝数 | 負数 | 力士名 | 勝数 | 負数 | 力士名   | 勝数 | 負数 | 力士名 | 勝数 | 負数 |
| -------- | ---- | ---- | ------ | ---- | ---- | -------- | ---- | ---- | ------ | ---- | ---- |
| 浅瀬川   | 0    | 1    | 朝登   | 3    | 2    | 旭國     | 2    | 4    | 荒瀬   | 4    | 0    |
| 巌虎     | 1    | 0    | 大潮   | 3(1) | 1    | 大錦     | 1    | 3    | 大鷲   | 2    | 1    |
| 魁傑     | 0    | 2    | 魁罡   | 1    | 0    | 海乃山   | 1    | 0    | 北瀬海 | 3    | 2    |
| 北の富士 | 0    | 1    | 清國   | 0    | 1    | 麒麟児   | 0    | 1    | 黒姫山 | 3    | 1    |
| 高鉄山   | 3    | 5    | 琴櫻   | 1    | 1    | 琴乃冨士 | 1    | 0    | 金剛   | 0    | 5    |
| 白田山   | 2    | 1    | 錦洋   | 1    | 3    | 大麒麟   | 0    | 1    | 大受   | 1    | 2    |
| 大雄     | 1    | 3    | 貴ノ花 | 1    | 1    | 高見山   | 2    | 2    | 玉輝山 | 0    | 1    |
| 玉ノ冨士 | 0    | 1    | 照櫻   | 1    | 0    | 天龍     | 3    | 2    | 時葉山 | 4    | 4    |
| 栃東     | 5    | 6    | 栃勇   | 2    | 2    | 栃王山   | 1    | 2    | 栃富士 | 1    | 1    |
| 羽黒岩   | 3    | 6    | 長谷川 | 1    | 2    | 花光     | 0    | 1    | 福の花 | 4    | 4    |
| 富士櫻   | 1    | 2    | 藤ノ川 | 0    | 1    | 二子岳   | 1    | 5    | 双津竜 | 1    | 1    |
| 前の山   | 1    | 1    | 牧本   | 1    | 0    | 三重ノ海 | 0    | 3    | 明武谷 | 1    | 0    |
| 陸奥嵐   | 5    | 7    | 豊山   | 0    | 4    | 吉の谷   | 0    | 4    | 義ノ花 | 1    | 2    |
| 琉王     | 2    | 6    | 龍虎   | 2    | 2    | 若獅子   | 1    | 3    | 若浪   | 1    | 1    |
| 若ノ海   | 1    | 4    | 若三杉 | 2    | 1    | 若二瀬   | 3    | 1    | 輪島   | 0    | 2    |
| 鷲羽山   | 1    | 4    |        |      |      |          |      |      |        |      |      |

## 年寄変遷
- 小野川 修（おのがわ おさむ、1976年1月-1977年1月（廃業））